# براتسک
شهر براتسک (به روسی: Братск) در کشور روسیه و در اوبلاست ایرکوتسک واقع شده‌است.